# ماكسثون (متصفح)
ماكسون (بالإنجليزية: Maxthon) هو متصفح إنترنت إحتكاري صيني المنشأ، بدأ بدعم نظام ويندوز وحاليا توجد منه نسخ أخرى لأنظمة أندرويد وماك ولينكس وآي أو إس.
ومنذ بداياته مع MyIE2 أنشأ ماكسون قاعدة خاصة بالمستخدم وخصوصا داخل الصين، وبعدها في عام 2006 تلقى دعما تجاريا للإصدار الثاني Maxthon2.0.
الإصدار الثالث يستخدم نواة ويب كيت كنواة تصفح أساسية، وهي ذاتها المستخدمة في متصفحي أبل سفاري وجوجل كروم، بالإضافة إلى نواة ترايدنت الخاصة بمايكروسوفت والتي تستعملها لمتصفحها إنترنت إكسبلورر. لعدة نسخ، كان ماكسون المتصفح الأول في دعم معايير إتش تي إم إل 5.

## قصة المتصفح
بدأ وجود متصفح ماكسون باسم MyIE والتي تعني بالعربية: متصفح الإنترنت الخاص بي (بالإنجليزية: My Internet Explorer) والذي أُنشئ وطوّر أصلا عن طريق المبرمج الصيني تشانغيو الذي أراد أن يجعل متصفحة أكثر تعبيرا عن شخصيته. تشانغيو وضع أكثر الأكواد وقام بباقي البرمجة قبل تركه للمشروع عام 2000. جيف تشن تابع المشروع من بعده وأصدر النسخة الثانية والتي سماها MyIE2 تيمنا بتسمية تشانغيو. MyIE2 نما بسرعة كبيرة وذلك بسبب مساهمات المستخدمين حول العالم في المشروع من خلال دعم المكونات وموضوعات والتغذية الراجعة.
تمت إعادة تسمية MyIE2 إلى Maxthon عام 2003. في عام 2005 تلقى ماكسون التمويل من مستثمر سكايب الأول مورتن لوند وفريق ويسكونسن هاربر. وفي 2006 تلقى ماكسون المزيد من الاستثمار من شركة تشارلز ريفير فينتشرز الأمريكية.
وذكر أنه في يوم 10 أبريل عام 2007 تلقى ماكسون الدعم من شركة جوجل بما لا يقل عن مليون دولار أمريكي. لكن على الرغم من ذلك قال تشن في مقابلة على بوابة الإنترنت الصينية Sina.com أنه لا يستبعد استمرار الأعمال التجارية بين الشركتين مستقبلاً.

## المييزات
- التصفح عن طريق استخدام التبويبات/الألسن.
- حفظ التبويبات الأخيرة المفتوحة في حال حدوث سقوط لنظام التشغيل أو إيقافه.
- التراجع عن إغلاق أي من التبويبات.
- صائد الإعلانات عن طريق حجب المنبثقات والإعلانات الغير مرغوبة داخل صفحات الإنترنت.
- دعم لتطبيقات الجافا(بالإنجليزية: Java applet) والفلاش والأكتف إكس (بالإنجليزية: Active X).
- قوالب لتغيير المظهر العام للمتصفح.
- قابلية التصفح باستخدام إيماءات الفأرة.
- شريط أداة المساعدة الخارجية والذي يسمح لك بفتح تطبيقات أخرى.
- مدعم بقارئ للخلاصات (بالإنجليزية: RSS Reader).
- يدعم الكثير من مكونات متصفحات الإنترنت الأخرى كما الحال مع مكوناته الخاصة.
- يستخدم محرك ويب كيت أساسيا مع بعض الدواعم الخارجية.
- البحث:
  - عن طريق شريط التنقل أو مربعات البحث.
  - عن طريق التسمية المختصرة (بالإنجليزية: Aliases).
- التمكين من فتح عدة صفحات في نفس الوقت عن طريق استخدام الإشارات المرجعية والتصنيف في المفضلة.
- إمكانية تحديد أسماء مستعارة لروابط المواقع عن طريق كتابة كلمة معينة في شريط العنوان.
- نافذة ملاحظات خاصة قابلة للمزامنة.
- التعبئة السحرية (معالج التعبئة).
- أداة التحقق من أمان الروابط.
- تحسين البحث في المفضلة.
- إدارة الخلاصات وإدارة المفضلة.
- مزامنة البيانات لأصحاب الحسابات، وتشمل:
  - مزامنة المفضلة.
  - مزامنة الملاحظات.
  - مزامنة بيانات حاجب الإعلانات.
  - مزامنة الخيارات.
  - مزامنة بيانات شريط التنقل الذكي (بالإنجليزية: Smart Address Bar).
  - مزامنة شاشة الانتقال السريع (بالإنجليزية: Quick Access).
  - مزامنة بيانات التعبئة السحرية.
  - مزامنة قائمة الملحقات.

عرض قائمة التغيرات نسخة محفوظة 22 سبتمبر 2012 على موقع واي باك مشين. الكاملة بالنسخة 3.0.

## وصلات خارجية
- الموقع الرسمي لماكسون.
- منتدى ماكسون.
- تنزيل الملحقات نسخة محفوظة 29 أكتوبر 2013 على موقع واي باك مشين..
- تنزيل القوالب[وصلة مكسورة].
- مدونة ماكسون.
- (بالعربية) مراجعة متصفح ماكسثون